# Jade Johnsonová
Jade Linsey Johnsonová (* 7. června 1980 Londýn) je bývalá anglická atletka, specializující se na skok daleký, která reprezentovala Velkou Británii na Letních olympijských hrách 2004 a 2008. Umístila se na čtvrtém místě Mistrovství světa 2003 v atletice a obsadila stříbrnou příčku na Hrách Commonwealthu 2002.

## Životopis
Rodiče pocházejí z Liverpoolu a jamajského Kingstonu. Atletka je alergická na písek.[zdroj?]
V roce 2002 získala druhé místo na Hrách Commonwelthu a později vybojovala stříbrnou medaili na mistrovství Evropy v roce 2002. Poté skončila čtvrtá na Mistrovství světa 2003. Její osobní rekord je 6,81 metrů. Olympijský kvalifikační limit na pekingskou olympiádu 2008 skočila během Evropského poháru, kde skončila druhá.
Po vážném zranění se vrátila k závodění v listopadu 2007. Následně zaběhla osobní rekordy na 100 metrů a 200 metrů ve sprintu a také si jej vytvořila ve skoku dalekém. V daném období prohlásila, že má ze sportu větší radost.
Na olympijských hrách v Pekingu v roce 2008 se umístila na sedmém místě skokem 6,64 metrů. S vlastním výkonem byla nespokojena a na adresu vítězné Brazilky Maurren Higy Maggiové uvedla, že dotyčná dálkařka byla předtím pozitivně testována na látky zvyšující výkonnost.
Velkou Británii reprezentovala na Halovém mistrovství Evropy v atletice 2009, z něhož musela odstoupit pro zranění.
Dne 25. srpna 2009 oznámila, že bude soutěžit v ročníku 2009 Strictly Come Dancing na BBC1 s profesionálním tanečníkem Ianem Waitem. Během závěrečné kostýmové zkoušky, 14. listopadu, utrpěla vážné zranění pravého kolene a 21. listopadu byla nucena odstoupit. Objevila se až ve finále, v němž zatančila tango, kvůli kterému původně odstoupila.